# Cordillera Puwaq Hanka
La cordillera Puwaq Hanka es una cadena montañosa que está situada en los Andes del Perú. Está dividida políticamente entre los departamentos de Junín y Lima.

## Toponimia
La cordillera toma nombre de la unión de dos palabras en idioma quechua, el puwaq que significa ocho pico o cresta; y hanka que significa nevada.

## Descripción
Administrativamente se encuentra en la Provincia de Yauli del departamento de Junín y la provincia de Huaral en el departamento de Lima. Más específicamente, por su tamaño reducido, la cordillera se reparte entre los distritos de Santa Bárbara de Carhuacayán (Junín) y Santa Cruz de Andamarca y Atavillos Alto (Lima).

## Picos más elevados
Algunas de las montañas más altas de la cordillera son Puwaq Hanka a unos 5.100 metros (16.732 pies) y Yunkan a unos 5.100 metros (16.732 pies).